# Seleção Tonganesa de Futebol
A Seleção Tonganesa de Futebol representa Tonga nas competições oficiais da FIFA.
Nas eliminatórias para a Copa do Mundo FIFA de 2006, perdeu de 6 a 0 das Ilhas Salomão, de 2 a 0 do Taiti e da Nova Caledônia de 8 a 0. Conseguiu uma vitória em cima das Ilhas Cook, por 2 a 1, terminando na quarta posição das Eliminatórias da OFC.
Sua primeira partida internacional foi contra a seleção do Taiti, em 1979, perdendo por 8 a 0. Seu melhor resultado foi contra a seleção dos Estados Federados da Micronésia, em 2003, ganhando por 7 a 0, enquanto sua maior derrota foi contra a Austrália (até então filiada à OFC) em 2001, por 22 a 0. É uma das piores seleções do mundo, encontrando-se na posição 203 no ranking da FIFA.
Nos Jogos do Pacífico, tem 5 participações (1979, 1983, 2003, 2007 e 2019), nunca passando da fase de grupos.

## Desempenho em competições oficiais
Copa das Nações da OFC
| Copa das Nações da OFC | Copa das Nações da OFC | Copa das Nações da OFC | Copa das Nações da OFC | Copa das Nações da OFC | Copa das Nações da OFC | Copa das Nações da OFC | Copa das Nações da OFC | Copa das Nações da OFC |
| Ano                    | Fase                   | Posição                | J                      | V                      | E                      | D                      | GP                     | GC                     |
| ---------------------- | ---------------------- | ---------------------- | ---------------------- | ---------------------- | ---------------------- | ---------------------- | ---------------------- | ---------------------- |
| 1973                   | Não participou         | Não participou         | Não participou         | Não participou         | Não participou         | Não participou         | Não participou         | Não participou         |
| 1980                   | Não participou         | Não participou         | Não participou         | Não participou         | Não participou         | Não participou         | Não participou         | Não participou         |
| 1996                   | Não se classificou     | Não se classificou     | Não se classificou     | Não se classificou     | Não se classificou     | Não se classificou     | Não se classificou     | Não se classificou     |
| 1998                   | Não se classificou     | Não se classificou     | Não se classificou     | Não se classificou     | Não se classificou     | Não se classificou     | Não se classificou     | Não se classificou     |
| 2000                   | Não se classificou     | Não se classificou     | Não se classificou     | Não se classificou     | Não se classificou     | Não se classificou     | Não se classificou     | Não se classificou     |
| 2002                   | Não se classificou     | Não se classificou     | Não se classificou     | Não se classificou     | Não se classificou     | Não se classificou     | Não se classificou     | Não se classificou     |
| 2004                   | Não se classificou     | Não se classificou     | Não se classificou     | Não se classificou     | Não se classificou     | Não se classificou     | Não se classificou     | Não se classificou     |
| 2008                   | Não se classificou     | Não se classificou     | Não se classificou     | Não se classificou     | Não se classificou     | Não se classificou     | Não se classificou     | Não se classificou     |
| 2012                   | Não se classificou     | Não se classificou     | Não se classificou     | Não se classificou     | Não se classificou     | Não se classificou     | Não se classificou     | Não se classificou     |
| 2016                   | Não se classificou     | Não se classificou     | Não se classificou     | Não se classificou     | Não se classificou     | Não se classificou     | Não se classificou     | Não se classificou     |
| 2020                   | Cancelado              | Cancelado              | Cancelado              | Cancelado              | Cancelado              | Cancelado              | Cancelado              | Cancelado              |
| Total                  | –                      | 0/10                   | 0                      | 0                      | 0                      | 0                      | 0                      | 0                      |

## Desempenho em Copas do Mundo
- 1930 a 1994: Não se inscreveu.
- 1998 a 2022: Não se classificou.

## Recordes
- Atualizado até 9 de setembro de 2024[3]
- Nota: Em negrito os jogadores que ainda estão em atividade pela Seleção Tonganesa.

| # | Nome              | Partidas | Gols | Em atividade |
| - | ----------------- | -------- | ---- | ------------ |
| 1 | Kilifi Uele       | 26       | 3    | 1996–2017    |
| 2 | Unaloto Fea'o     | 17       | 7    | 2001–2017    |
| 2 | Hemaloto Polovili | 17       | 4    | 2015–        |
| 4 | Lafaele Moala     | 16       | 1    | 2003–2015    |
| 5 | Folio Moeaki      | 15       | 0    | 2004–2015    |
| 5 | Sione Uhatahi     | 15       | 1    | 2007–2019    |
| 7 | Siu'a Ma'amaloa   | 14       | 1    | 2001–2004    |
| 7 | Kamaliele Papani  | 14       | 0    | 2003–        |
| 9 | Semisi 'Otukolo   | 12       | 0    | 2017–        |
| 9 | Fineasi Palei     | 12       | 0    | 2011–        |

| # | Nome                | Gols | Partidas | Média por jogo | Em atividade |
| - | ------------------- | ---- | -------- | -------------- | ------------ |
| 1 | Unaloto Fea'o       | 7    | 17       | 0.41           | 2001–2017    |
| 2 | Lokoua Taufahema    | 5    | 7        | 0.71           | 2001–2011    |
| 3 | Hemaloto Polovili   | 4    | 17       | 0.24           | 2015–        |
| 4 | Amone Suli          | 3    | 1        | 3              | 2002         |
| 4 | Amoni Fifita        | 3    | 8        | 0.38           | 2023–        |
| 4 | Mark Uhatahi        | 3    | 11       | 0.27           | 2003–2015    |
| 4 | Kilifi Uele         | 3    | 26       | 0.12           | 1996–2017    |
| 8 | Ma'ake Uhatahi      | 2    | 2        | 1              | 2009         |
| 8 | Petueli Tokotaha    | 2    | 6        | 0.33           | 2017–        |
| 8 | Pio Palu            | 2    | 7        | 0.29           | 2007–2011    |
| 8 | Timote Moleni       | 2    | 8        | 0.25           | 1996–2001    |
| 8 | Filisione Taufahema | 2    | 8        | 0.25           | 2001–2002    |

## Treinadores
| - Tongia Nāpa'a (1979) - Rudi Gutendorf (1981) - James Fasi (1996–1997) - Umberto Mottini (1997–1998) - Gary Phillips (2001) - Heinave Kaifa (2002–2003) - Milan Janković (2003–2005) | - Ben Perry (2005–2006) - Reece McLaughlin (2006–2007) - Chris Williams (2011) - Timote Polovili (2010–2015) - Timote Moleni (2015–2023) - Kilifi Uele (2024–) |